# トビアスと天使 (ヴェロッキオ)
『トビアスと天使』（トビアスとてんし、伊: Tobiolo e l'angelo, 英: Tobias and the Angel）は、イタリアのルネサンス期のフィレンツェの画家アンドレア・デル・ヴェロッキオの工房が1470年から1475年頃に制作した祭壇画である。テンペラ画。主題は『旧約聖書』外典の｢トビト書｣で語られているトビアスと大天使ラファエルの物語から取られている。ヴェロッキオの『キリストの洗礼』（Battesimo di Cristo）と同様に、当時ヴェロッキオの弟子であったレオナルド・ダ・ヴィンチの筆が入っていると指摘されている。現在はロンドンのナショナル・ギャラリーに所蔵されている。

## 主題
アッシリア捕囚の時代、アッシリアに連行されたユダヤ人の中にナフタリ族出身のトビトという男がいた。トビトは父祖の信仰と習慣を守り続けていたので、彼が盲目になったとき、神はトビトを癒すために大天使ラファエルを遣わした。ラファエルは地上にやってく来るとトビトの親戚に変装し、彼の息子トビアスが借金の返済を受け取るためにメディアまで旅をする際の道案内を引き受けた。そこでトビアスは相手が天使とは気づかずに犬を連れて彼とともに旅に出た。彼らがティグリス川のほとりで野宿したとき、1匹の魚が水面から飛び上がった。トビアスはラファエルに促されて魚を捕まえ、その腹を開き、心臓と肝臓、胆嚢を取り出して取っておき、残りを焼いて食べた。ラファエルが言うには心臓と肝臓を火で炙った煙で悪霊を追い払うことができ、胆嚢は眼病を癒すことができるという。その後、トビアスはエクバタナの女サラに取りついていた悪魔アスモデウスを魚の心臓と肝臓を炙った煙で追い払った後に、彼女と結婚した。ラファエルはエクバタナを離れることができないトビアスの代わりにメディアに行って借金の返済を受け取って戻ってきた。その後、トビアスはニネヴェに帰り、魚の胆嚢の胆汁で父の目を癒した。

## 作品

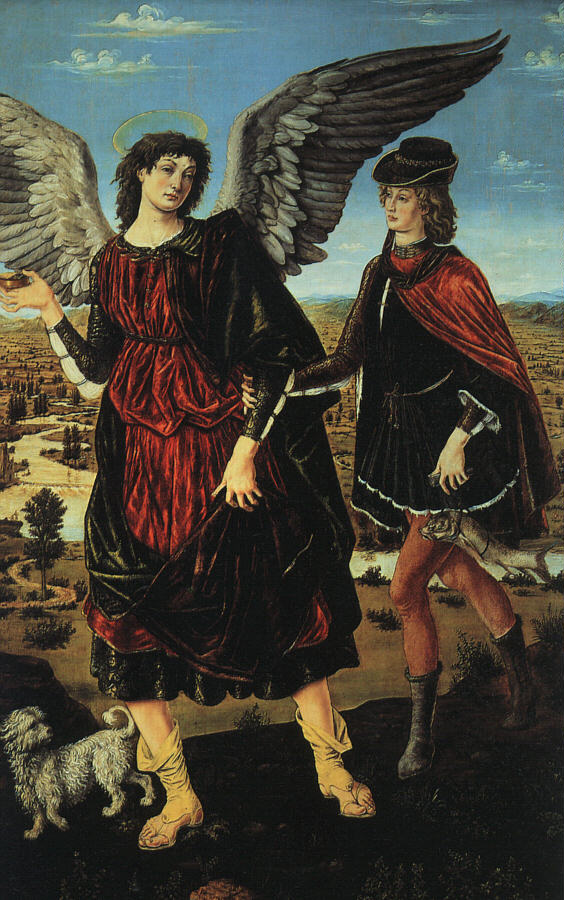
アントニオ・デル・ポッライオーロの『大天使ラファエルとトビアス』。1465年から1470年頃。サバウダ美術館所蔵。

若いトビアスは先導する大天使ラファエルの後ろを歩いている。トビアスは右手をラファエルの左腕に回し、背後を振り向いている天使と視線を交わしている。画家はトビアスの背後に風にはためくマントを描くことで、軽快に勢いよく歩く人物像を表現している。｢トビト書｣はラファエルがトビアスの親戚に変装したと語っているが、ラファエルはここでは翼のある天使の姿で描かれている。トビアスは左手の掌の中に「リコルド」（ricordo）と記され、小さく丸められた返済された借金の領収書を持ち、さらに同じ手の人差し指に魚を結びつけた紐を引っ掛けている。魚の腹に見える赤い線は、切り開かれて内臓が取り除かれていることを示している。一方でラファエルが右手に持った小さな箱は、除去された魚の内臓のうち胆嚢を取り分けて、トビトの失明を治癒するための薬として保管していることを示している。
構図は同じくフィレンツェの画家アントニオ・デル・ポッライオーロが本作品よりも早く制作した同主題の絵画『大天使ラファエルとトビアス』（L'Arcangelo Raffaele e Tobiolo）と密接に関係している。絵画の大部分はヴェロッキオの工房で働く画家たちによって描かれたらしく、場所によって品質に劇的な変化が見られる。大天使とトビアスの左手のポーズはほとんど同じであり、おそらく同じ図像を正確にコピーしたものと考えられる。対して光を反射する魚の鱗の緻密な描写は綿密な観察に基づいて描かれたことを示している。
オックスフォード大学の美術史家マーティン・ケンプは、当時ヴェロッキオ工房の一員であったレオナルド・ダ・ヴィンチが魚の部分を描いた可能性があると指摘している。またワシントンのナショナル・ギャラリーのデイヴィッド・アラン・ブラウンは、ふわりとした毛並の小型犬もレオナルドの筆によるとしている。さらにトビアスの髪や袖などにも同様の指摘がされている。これらの指摘が正しいとすると、本作品はおそらくレオナルドが制作に携わった現存する最古の絵画ということになる。
これらのレオナルドが描いたとされる箇所のうち、小型犬や魚の鱗に背後の風景が透けて見えることから、納期間際に追加されたと考えられる。
帰属についてはイタリアの美術史家の間で揺れが見られる。一説によると本作品は若いペルジーノ、あるいは1470年代のヴェロッキオの自筆画であるとも主張され、最近では1470年代初頭にヴェロッキオの弟子であったドメニコ・ギルランダイオによって描かれたと主張されている（Covi, 2005）。

## 来歴
絵画は19世紀にフィレンツェのアンジョロ・ガリ・タッシ伯爵（Conte Angiolo Galli Tassi, 1792年-1863年）のコレクションとなっていたことが知られており、伯爵が死去した1863年にフィレンツェのサンタ・マリア・ヌオーヴァ病院に遺贈されている。本作品がポッライオーロの作品としてナショナル・ギャラリーに収蔵されたのは1867年のことである。1888年以降、ヴェロッキオ派あるいはヴェロッキオの工房に帰属されている。

## ギャラリー
おそらくレオナルド・ダ・ヴィンチによって描かれたとされる部分

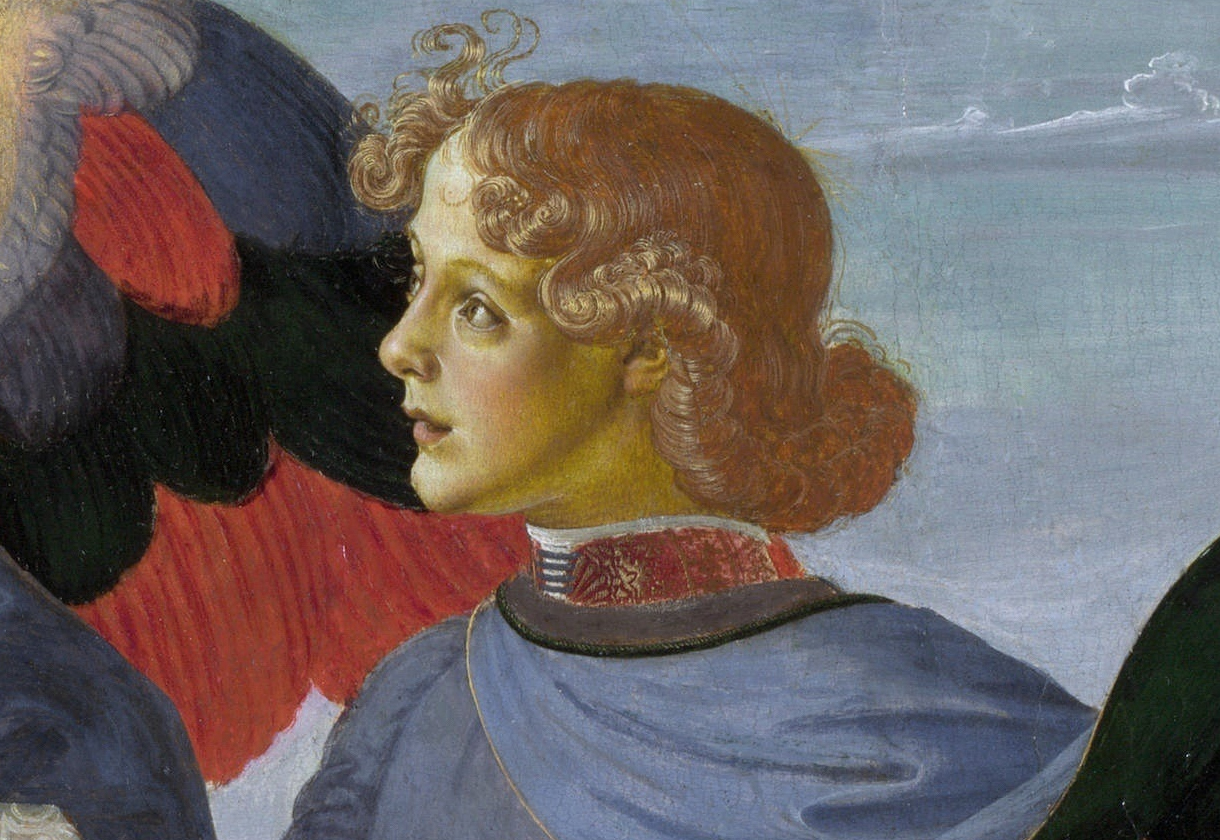
トビアスの髪（ディテール）
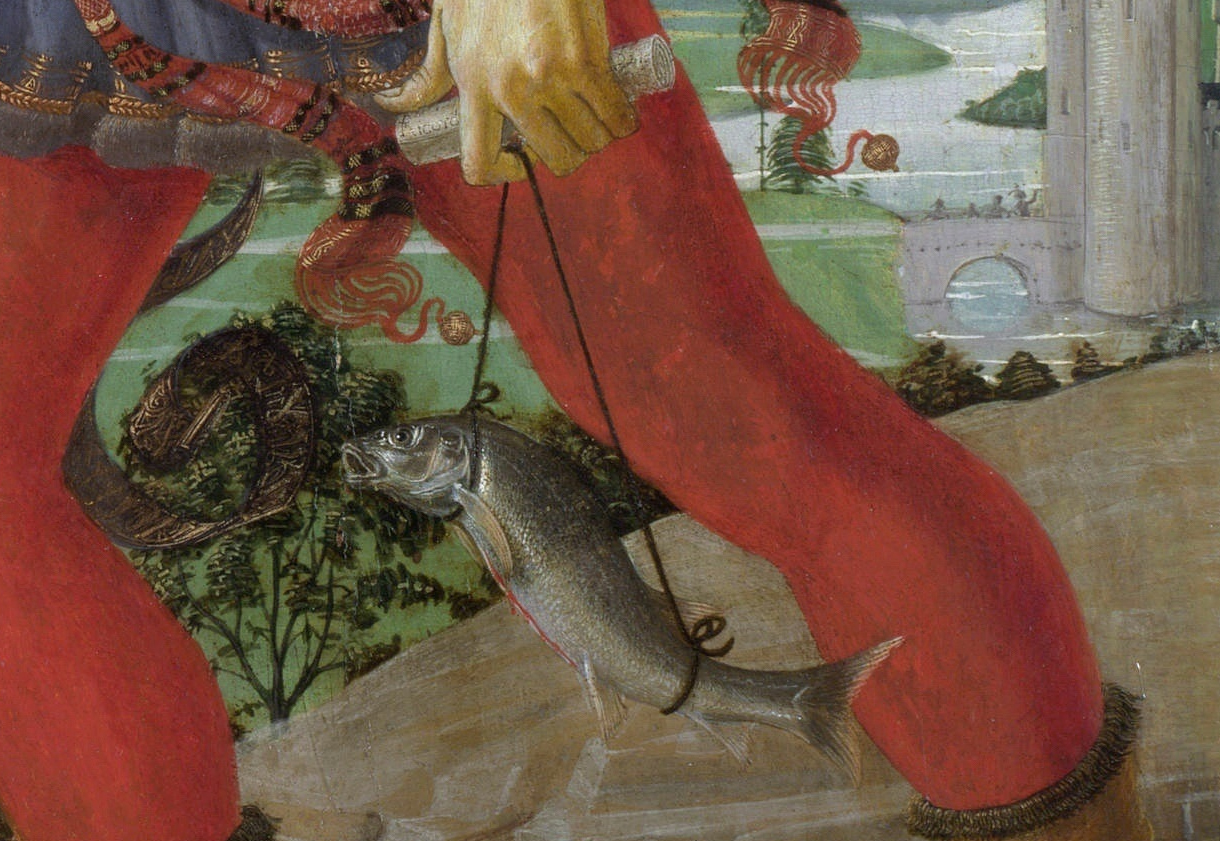
緻密に描かれた魚の鱗（ディテール）
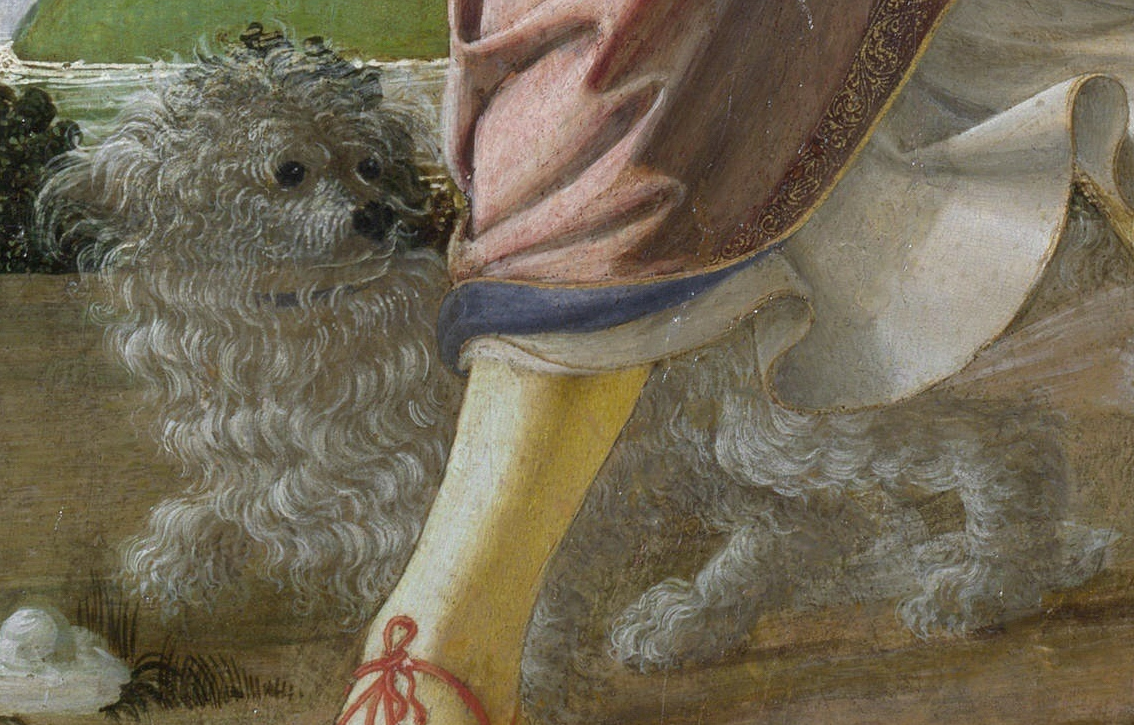
小型犬のふわりとした毛並（ディテール）